# 怪奇事件特捜チームS・R・I 嗤う火だるま男
『怪奇事件特捜チームS・R・I 嗤う火だるま男』（かいきじけんとくそうチーム エス・アール・アイ わらうひだるまおとこ）は、2004年9月25日 22:00-22:55にBSフジで放映された特撮ドラマ。
『怪奇大作戦』の続編。

## ストーリー
私たちを取り巻く複雑怪奇な犯罪に挑み、犯罪を犯す人間の心の闇にメスを入れる…それが怪奇事件特捜チームS・R・I。火炎に包まれた乗用車に乗って、トンネルに突如姿を現した火だるま男。現場は火の海となり、生存者は口々に幽霊だったと証言した。警視庁はこの事件の解明を、怪奇事件特捜チームS・R・Iに依頼するが…。

## 出演
- 郷田健：沢村一樹
- 片桐すず：緒川たまき
- 山本所長：寺田農
- 天田幸介：宮川一朗太
- ナレーター：田口トモロヲ

## スタッフ
- 制作：フジテレビジョン
- 制作協力：円谷エンターテインメント
- 制作：上野陽一
- 制作担当：仲野俊隆
- 企画：円谷粲
- 脚本：上原正三
- 監督：服部光則
- 撮影：下門照幸
- 照明：米田俊一
- 美術：内田哲也
- チーフデザイナー：藤原淳雄
- オリジナル音楽：玉木宏樹
- 選曲効果：伊藤克己
- 音声：関根光晶
- 編集：平川正治
- VFXスーパーバイザー：有村隆弘
- 題字：実相寺昭雄
- 協力：東宝コスチューム